# Michael James Denham White
Michael James Denham White FRS (Londres, 20 de agosto de 1910 – Canberra, 16 de dezembro de 1983) foi um zoologista e citologista inglês.
Foi eleito membro da Royal Society em 1961.

## Livros
- White, M.J.D. The chromosomes. 1937; 6th ed. 1973. [S.l.]: Methuen, London.
- White, M.J.D. Animal cytology and evolution. 1945; 4th ed. 1973. [S.l.]: Cambridge University Press
- White, M.J.D. (1978). Modes of speciation. [S.l.]: Freeman
- White M.J.D. e Webb G.C. Blattodea, Mantodea, Isoptera, Grylloblattodea, Phasmatodea, Dermaptera, and Embioptera. Borntraeger. ISBN 3-443-26005-5 (3-443-26005-5)
- White M.J.D. (Ed.) Genetic mechanisms of speciation in insects. Symposia at the XIVth International Congress of Entomology, Canberra, Australia, 22–30 August 1972. Australian Academy of Science, Australian Entomological Society. Reidel. ISBN 90-277-0477-5 (90-277-0477-5)